# Belostemma cordifolium
Belostemma cordifolium är en oleanderväxtart som först beskrevs av Link, Klotzsch och Otto, och fick sitt nu gällande namn av Ping Tao Li. Belostemma cordifolium ingår i släktet Belostemma och familjen oleanderväxter. Inga underarter finns listade i Catalogue of Life.